# إريك إريكسن
إريك إريكسن (بالألمانية: Erich Eriksen)‏ هو منتج أفلام وكاتب سيناريو ألماني، (ولد في برلين في ألمانيا 1882 – 1961 م).

## وصلات خارجية
- إريك إريكسن على موقع IMDb (الإنجليزية)
- إريك إريكسن على موقع كينوبويسك (الروسية)